# Peg Woffington
Peg Woffington er en amerikansk stumfilm fra 1910.